# Coupe de France féminine 2016/17
Der Wettbewerb um die Coupe de France féminine in der Saison 2016/17 war die 16. Ausspielung des französischen Fußballpokals für Frauenmannschaften. Die Teilnahme ist nur für die Frauschaften der ersten und zweiten Liga verpflichtend. Mit 626 Anmeldungen wurde in dieser Saison ein neuer Rekord aufgestellt.
Titelverteidiger Olympique Lyon, das diesen Wettbewerb bereits die vorangehenden fünf Jahre in Serie gewonnen hatte, traf im Halbfinale auf Ehrendivisionär FCF Hénin-Beaumont, dessen Frauen als erst zweite aus der dritten Liga – die ersten waren 2003/04 die Fußballerinnen von Racing Besançon – bis in die Runde der letzten vier Teams vordrangen. Im Endspiel hatte OL es mit Paris Saint-Germain zu tun und sicherte sich erneut den französischen Pokal. 
Der Wettbewerb wird nach dem klassischen Pokalmodus ausgetragen; das heißt insbesondere, dass die jeweiligen Spielpaarungen ohne Setzlisten oder eine leistungsmäßige beziehungsweise ab dem Achtelfinale ohne regionale Vorsortierung der Vereine aus sämtlichen noch im Wettbewerb befindlichen Klubs ausgelost werden und lediglich ein Spiel ausgetragen wird, an dessen Ende ein Sieger feststehen musste (und sei es durch ein Elfmeterschießen – eine Verlängerung bei unentschiedenem Stand nach 90 Minuten ist nicht vorgesehen), der sich dann für die nächste Runde qualifiziert, während der Verlierer ausscheidet. Auch das Heimrecht wird für jede Begegnung durch das Los ermittelt – mit Ausnahme des Finales, das auf neutralem Platz an jährlich wechselnden Orten stattfindet –, jedoch mit der Einschränkung, dass Klubs, die gegen eine mindestens zwei Ligastufen höher spielende Elf anzutreten haben, automatisch Heimrecht bekommen.
Nach Abschluss der von den regionalen Untergliederungen des Landesverbands FFF organisierten Qualifikationsrunden greifen im Zweiunddreißigstelfinale, der sogenannten zweiten Bundesrunde (Deuxième tour fédéral), auch die zwölf Erstligisten in den Wettbewerb ein.

## Zweiunddreißigstelfinale
Spiele am 7./8. Januar 2017. Die Vereine der beiden höchsten Ligen sind mit D1 bzw. D2 gekennzeichnet.
i. E. = im Elfmeterschießen
| - FC Rouen (D2) – Juvisy FCF (D1) 0:9 - FC Lorient (D2) – ASJ Soyaux (D1) 2:3 - FF Nîmes MG (D2) – AF Rodez (D1) 1:2 - FCF Ambilly – Olympique Lyon (D1) 0:8 - FC Montauban – ASPTT Albi (D1) 0:4 - FC Évry – FC Metz (D1) 0:10 - FA Laval – Stade Brest (D2) 1:8 - ES Eysines – ESOF La Roche (D2) 1:7 - AS Lattes – FC Toulouse (D2) 0:1 - AS Nancy – ESAP Metz (D2) 5:1 - AS Muret – Grenoble Foot (D2) 1:7 - FC Tours – Le Mans FC (D2) 1:0 - FC Domont – ASM Belfort 3:2 - CAFC Péronne – FC Flers 1:3 - FC Parisis – FC Lillers 0:7 - FC Nantes – RC Plérin 6:0 | - Olympique Marseille (D1) – HSC Montpellier (D1) 1:2 - AS Saint-Étienne (D1) – FC Vendenheim (D2) 3:0 - EA Guingamp (D1) – US Saint-Malo (D2) 6:0 - ES Poitiers Trois Cités – Girondins Bordeaux (D1) 0:7 - FC Bourges 18 – Paris Saint-Germain FC (D1) 0:19 - OSC Lille (D2) – FCF Val d’Orge (D2) 3:0 - Calais RUFC – Avant Garde Caen (D2) 3:2 - FCF Rouen Plateau Est – Arras FCF (D2) 1:5 - AS Strasbourg Musau – FF Yzeure AA (D2) 0:5 - CSO Amnéville – VGA Saint-Maur (D2) 0:13 - FC Chazay d’Azergues – Le Puy Foot (D2) 0:2 - FC Ploërmel – FCE Arlac-Mérignac 1:3 - AS Beauvais – FCF Hénin-Beaumont 1:2 - Caluire FF 1968 – FC Rousset Sainte-Victoire 0:1 - CS Mars Bischheim – US Saint-Vit 0:0, 1:4 i. E. (a) - CS Nivolas Vermelle – FC Saint-Étienne 1:2 |

## Sechzehntelfinale
Spiele am 27.–29. Januar, Nachholspiele am 1. und 5. Februar 2017.
| - AF Rodez (D1) – ASPTT Albi (D1) 2:1 - OSC Lille (D2) – Juvisy FCF (D1) 1:6 - FF Yzeure AA (D2) – FC Metz (D1) 0:1 - FC Nantes – ASJ Soyaux (D1) 0:1 - AS Nancy – AS Saint-Étienne (D1) 1:3 - FC Lillers – VGA Saint-Maur (D2) 1:2 - FC Tours – FC Flers 3:1 - US Saint-Vit – FC Domont 1:2 | - HSC Montpellier (D1) – FC Toulouse (D2) 4:0 - EA Guingamp (D1) – Stade Brest (D2) 4:2 - Arras FCF (D2) – Paris Saint-Germain FC (D1) 0:5 - Olympique Lyon (D1) – Grenoble Foot (D2) 5:0 - ESOF La Roche (D2) – Girondins Bordeaux (D1) 2:0 - FCE Arlac-Mérignac – Le Puy Foot (D2) 1:1, 3:1 i. E. - FCF Hénin-Beaumont – Calais RUFC 3:1 - FC Saint-Étienne – FC Rousset Sainte-Victoire 0:4 |

## Achtelfinale
Spiele am 19. Februar 2017
| - FC Metz (D1) – AF Rodez (D1) 1:3 - ESOF La Roche (D2) – Juvisy FCF (D1) 2:4 - ASJ Soyaux (D1) – VGA Saint-Maur (D2) 2:1 - FC Domont – HSC Montpellier (D1) 0:16 | - EA Guingamp (D1) – Olympique Lyon (D1) 0:5 - FC Tours – Paris Saint-Germain FC (D1) 0:11 - FC Rousset Sainte-Victoire – AS Saint-Étienne (D1) 1:7 - FCE Arlac-Mérignac – FCF Hénin-Beaumont 2:4 |

## Viertelfinale
Spiele am 12. März 2017
| - Olympique Lyon (D1) – AF Rodez (D1) 6:0 - FCF Hénin-Beaumont – ASJ Soyaux (D1) 1:0 | - Juvisy FCF (D1) – Paris Saint-Germain FC (D1) 1:1, 5:6 i. E. - HSC Montpellier (D1) – AS Saint-Étienne (D1) 0:1 |

## Halbfinale
Spiele am 16. April 2017
| - FCF Hénin-Beaumont – Olympique Lyon (D1) 0:10 | - Paris Saint-Germain FC (D1) – AS Saint-Étienne (D1) 4:1 |

## Finale
Spiel am 19. Mai 2017 im Stade de la Rabine von Vannes
- Olympique Lyon – Paris Saint-Germain FC 1:1 (1:1), 7:6 im Elfmeterschießen

### Aufstellungen
Lyon: Méline Gérard – Griedge Mbock Bathy, Wendie Renard , Kadeisha Buchanan – Élodie Thomis, Saki Kumagai, Dzsenifer Marozsán, Camille Abily, Amel Majri – Ada Hegerberg, Eugénie Le Sommer
Trainer: Gérard Prêcheur
Paris: Katarzyna Kiedrzynek – Sabrina Delannoy , Laura Georges, Irene Paredes – Ève Périsset, Onema Grace Geyoro (Aminata Diallo, 72.), Formiga, Shirley Cruz Traña (Verónica Boquete, 82.), Ashley Lawrence – Marie-Laure Delie, Cristiane (Ouleymata Sarr, 68.)
Trainer: Patrice Lair
Schiedsrichterin: Solen Dallongeville

### Tore
0:1 (7.) Cristiane

1:1 (34.) Kumagai (per Foulelfmeter)
Elfmeterschießen
| Paris 0:1 Delannoy 1:2 Delie 2:3 Périsset 3:4 Formiga 4:4 Paredes (über das Tor) 4:5 Boquete 5:6 Diallo 6:6 Sarr (gehalten) | Lyon 1:1 Majri 2:2 Le Sommer 3:3 Renard 4:4 Mbock Bathy 4:4 Kumagai (Pfostenschuss) 5:5 Marozsán 6:6 Abily 7:6 Hegerberg |